# Dorycnium pentaphyllum
Dorycnium pentaphyllum är en ärtväxtart som beskrevs av Giovanni Antonio Scopoli. Dorycnium pentaphyllum ingår i släktet Dorycnium och familjen ärtväxter.

## Underarter
Arten delas in i följande underarter:
- D. p. anatolicum
- D. p. germanicum
- D. p. gracile
- D. p. haussknechtii
- D. p. herbaceum
- D. p. pentaphyllum

## Bildgalleri

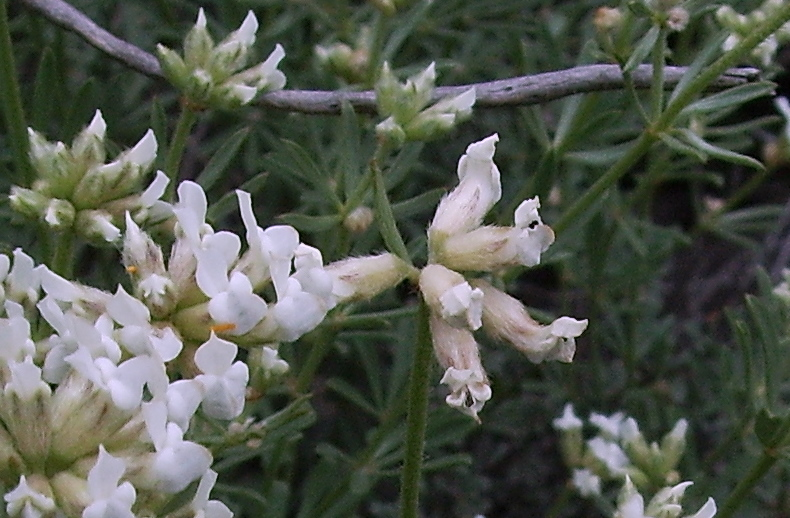
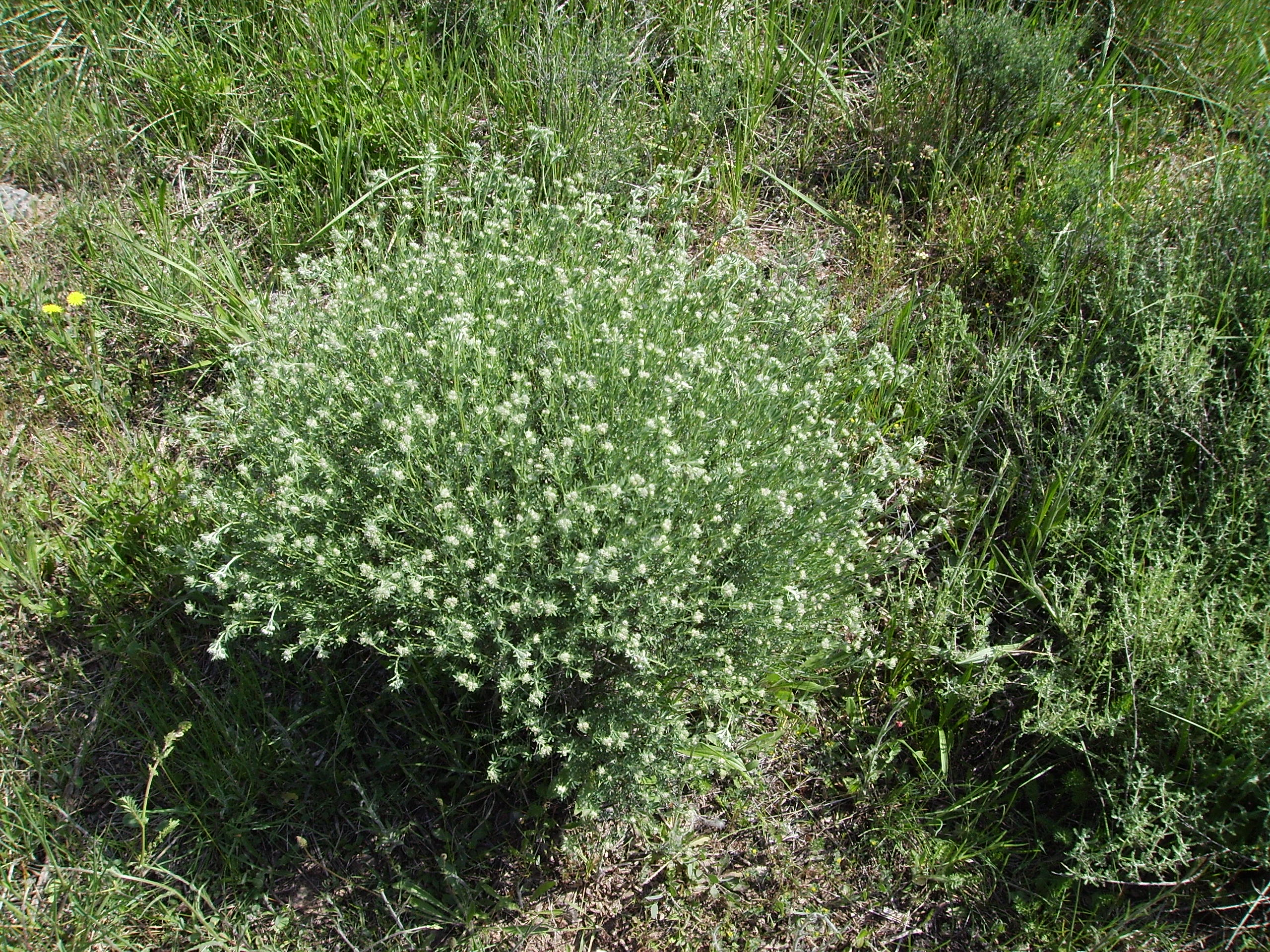
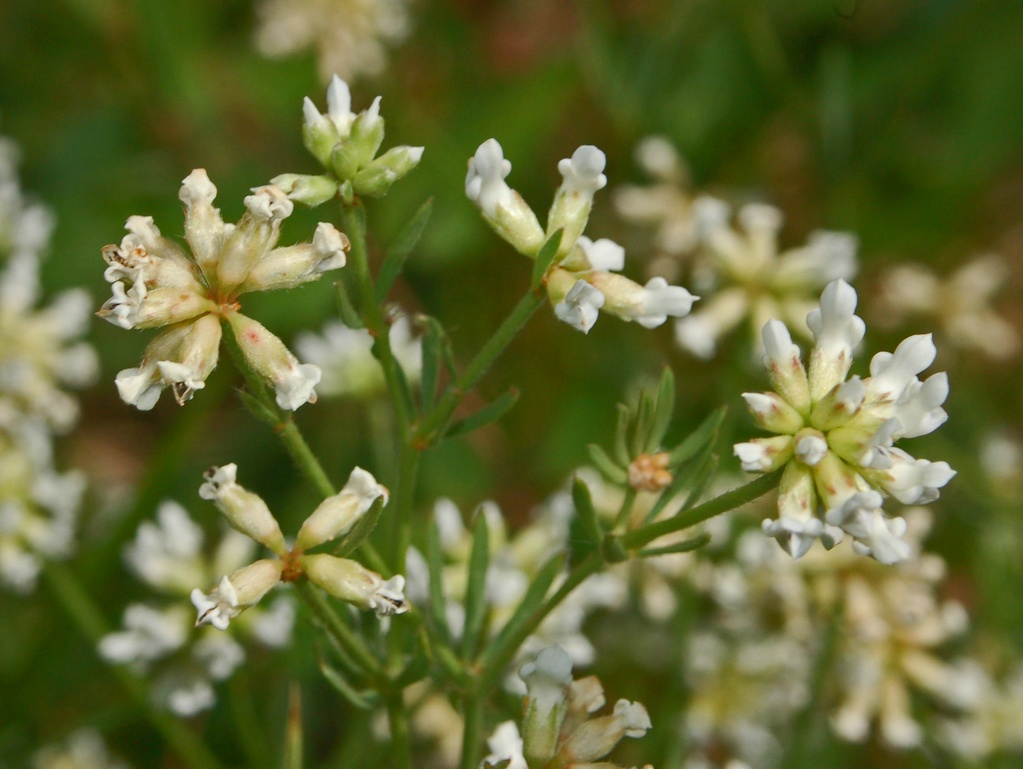
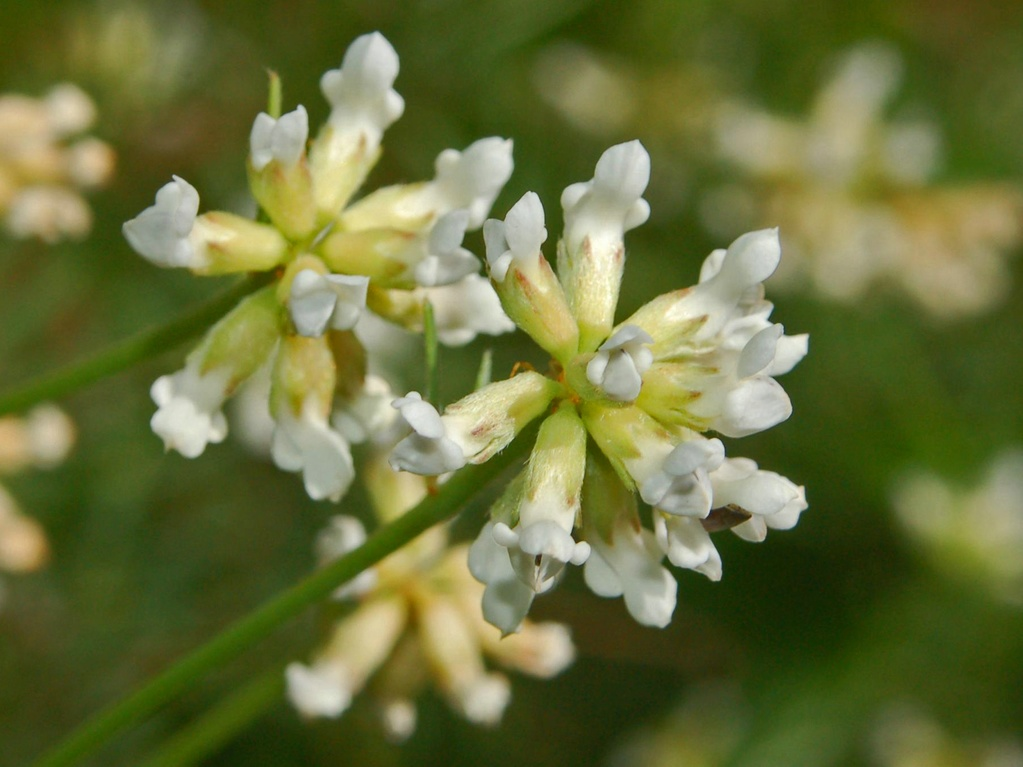
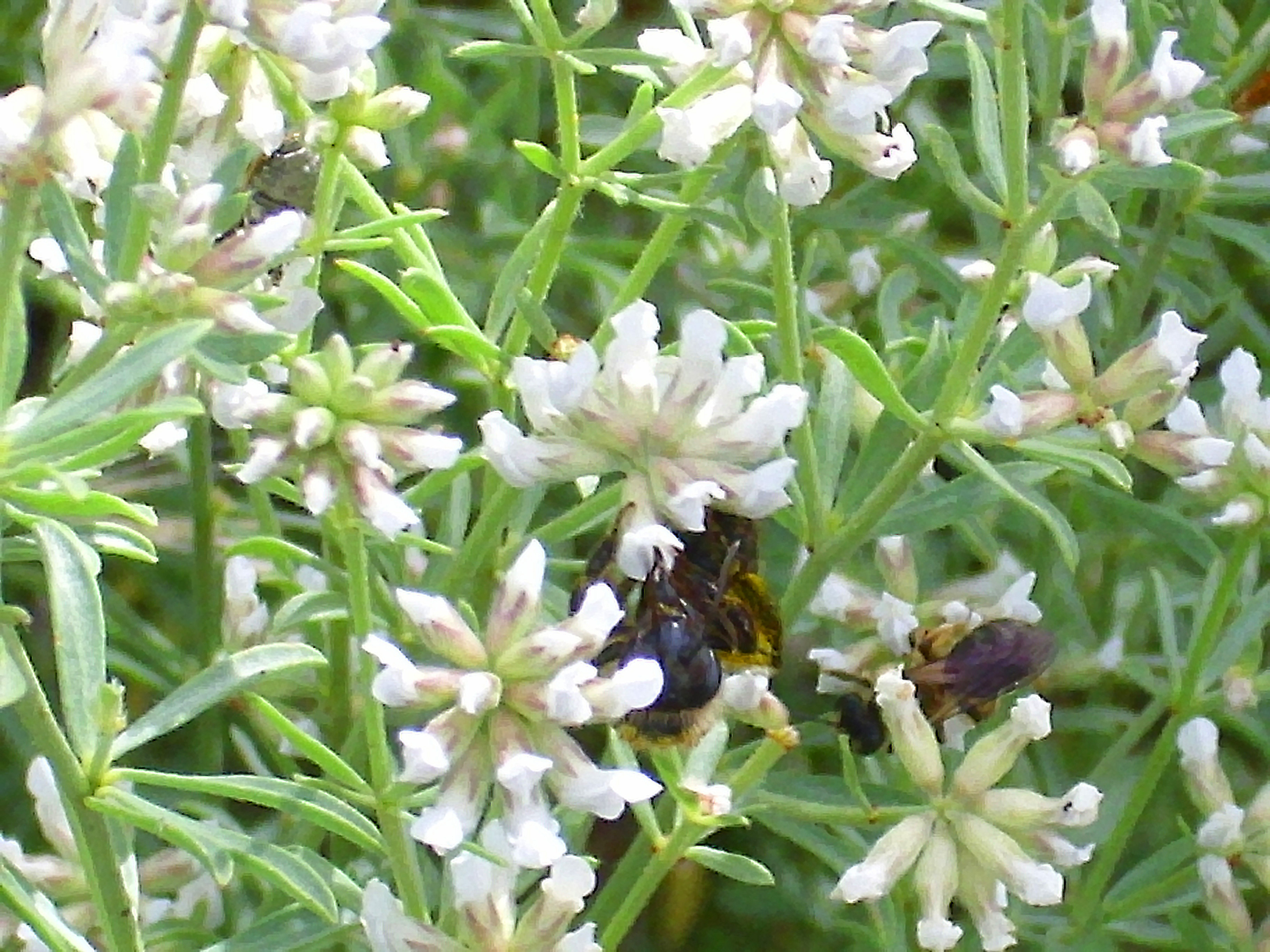
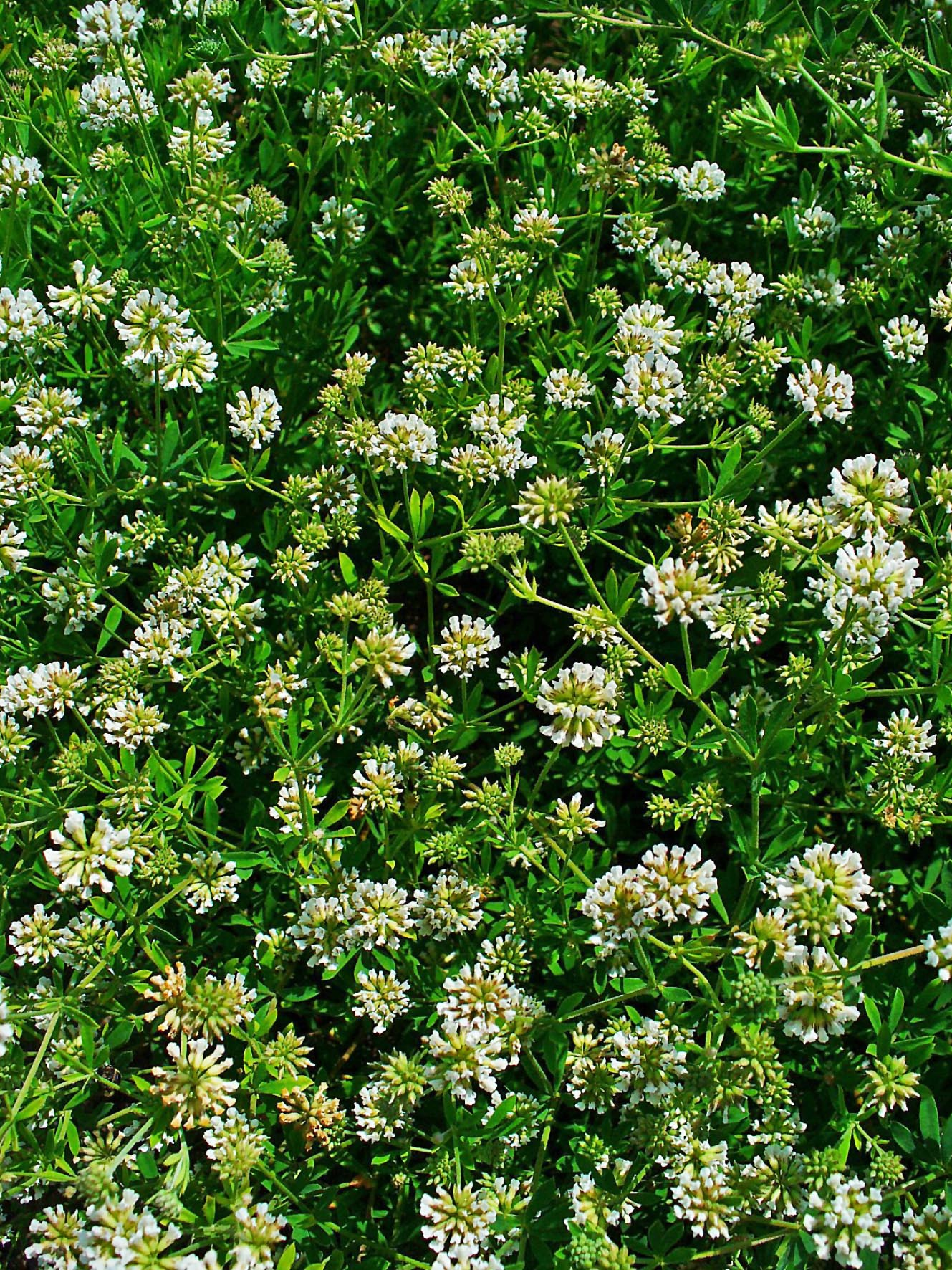